# Lisey's Story
Lisey's Story är en amerikansk skräck- och dramaserie som hade premiär den 4 juni 2021. Serien bestod av åtta avsnitt. Serien är baserad på Stephen Kings roman Liseys berättelse.

## Handling
Serien kretsar kring Lisey Landon vars make, den berömde författaren Scott Landons dött för två år sedan. Händelser som sker får henne att minnas detaljer i äktenskapet som hon valt att förtränga.

## Rollista i urval
- Julianne Moore - Lisa "Lisey" Landon
- Clive Owen - Scott Landon
- Jennifer Jason Leigh - Darla Debusher
- Dane DeHaan - Jim Dooley
- Joan Allen - Amanda Debusher
- Ron Cephas Jones - Prof. Roger Dashmiel
- Michael Pitt - Andrew Landon
- Omar Metwally - Dr. Hugh Alberness
- Sung Kang - Officer Dan Boeckman
- Peter Scolari - Dave Debusher
- Will Brill - Gerd Allen Cole